# Nemognatha macswaini
Nemognatha macswaini är en skalbaggsart som beskrevs av Enns 1956. Nemognatha macswaini ingår i släktet Nemognatha och familjen oljebaggar. Inga underarter finns listade i Catalogue of Life.